# Airspeed Fleet Shadower
Airspeed A.S.39 Fleet Shadower là một loại máy bay tuần tra tầm xa của Anh, nhưng nó chỉ dừng lại ở giai đoạn mẫu thử nghiệm.

## Tính năng kỹ chiến thuật (A.S.39)
Dữ liệu lấy từ Nothing ventured...Airspeed AS.39 Night Shadower
Đặc điểm tổng quát
- Kíp lái: 3
- Chiều dài: 39 ft 10 in (12,14 m)
- Sải cánh: 55 ft 4 in (16,87 m)
- Chiều cao: 10 ft 5 in (3,18 m)
- Diện tích cánh: 469 ft² (43,6 m²)
- Trọng lượng rỗng: 4.592 lb (2.087 kg)
- Trọng lượng có tải: 6.935 lb (3.152 kg)
- Động cơ: 4 × Pobjoy Niagara V, 140 hp (104 kW)  mỗi chiếc

 Hiệu suất bay 
- Vận tốc cực đại: 126 mph (110 knot, 203 km/h) trên độ cao 5.000 ft (1.500 m)
- Vận tốc hành trình: 113 mph (98 knot, 182 km/h) trên độ cao 5.000 ft (1.500 m)
- Vận tốc tắt ngưỡng: 33 mph (29 knot, 53 km/h)
- Thời gian bay: 6 giờ
- Trần bay: 14.700 ft [2] (4.480 m)
- Vận tốc lên cao: 865 ft/phút (4,40 m/s)